# Bengáli botsáska
A bengáli botsáska (Medauroidea extradentata) a rovarok (Insecta) osztályába, botsáskák (Phasmatodea) rendjébe és a Bacillidae nevű  családba tartozó faj.
Széles körben elterjedt terráriumi díszállat, kezdő terraristák is bátran tarthatják, az egyik legkönnyebben szaporítható botsáskafaj.
Nem szerepel a Vörös Listán. A természetben élő populációk állapota ismeretlen.

## Elterjedése
Nevével ellentétben Vietnám területén, Annam régióban, bozótosokban él.

## Megjelenése
A nőstény 90–120 mm, a hímek 70 mm hosszúak és karcsúbbak. A nőstények középső pár lábán kis lebenyek vannak, szemeik között két jellegzetes tüske, „szarv”, mely már nimfaként megjelenik.
Színezetük világosbarna, szürkésbarna, sötétebb és sárgásabb foltokkal, ritkán sötétbarnák vagy zöldek. Mindkét ivar szárnyatlan.
Első lábaik tövében kis bemélyedés látható, ami arra szolgál, hogy amikor a rovar előrenyújtja első két lábát feje ebbe a kis vájatba kerül. Ez teljesen egyenes, botszerű külsőt kölcsönöz neki.

## Életmódja
Fogságban táplálható szeder, galagonya, tűztövis, mogyoró, rózsa, málna, ribizli és gólyaorr levelével. Egy kutatás szerint a téli fagyok idején -amikor a természetben fellelhető takarmányok száma erősen lecsökken-, a legjobb takarmány a salátalevél és a fagyasztott tölgylevél a számukra.
Éjszakai életmódot folytat, csak akkor kezd táplálkozni, ha teljesen lement a Nap. Mozgása közben oldalra himbálózik, ringó ágat utánozva. Veszély esetén gyorsan képes menekülni.
Természetes ellenségei elsősorban a madarak, valamint kisebb emlősök, melyekkel szemben legjobban az álcázással tud védekezni.

## Szaporodás, egyedfejlődés
A szürke alapon változatos barna mintázatú peték 3 mm nagyságúak. 2-6 hónap alatt kelnek ki belőlük a 10 mm-es nimfák; a fejlődés hossza hőmérsékletfüggő. Ha a nőstény talál magának hímet, akkor gyakran párosodnak. Szűznemzéssel (parthenogenesis) is szaporodik.
Rövid életű, összesen 5-7 hónapig él, de fogságban akár egy évig is elélhet. Nagyjából 6 alkalommal vedlik, mielőtt elérné ivarérettségét, amit körülbelül 3 hónap alatt következik be. A kifejlett nőstény az utolsó vedlése után két héttel kezd petét rakni; naponta legfeljebb ötöt helyez a talajra.

## Tartása
Viszonylag könnyen tartható faj, kezdők számára ideális. Jól szellőző, magas inszektáriumra van szükségük. A hőmérséklet 25-28 °C-on, a páratartalom 75-80% körül az ideális. A szaporodáshoz elég a szobahőmérséklet. Főként szűznemzéssel szaporodnak. A terrárium mérete legalább 40 x 40 x 60 legyen. A tápláléknövényeket minden este - lehetőleg desztillált vízzel - le kell locsolni, mert nem tudják csak a táplálékból felvenni a vizet.
Az aljzatnak -annak ellenére, hogy a rovarok sohasem jönnek le-, fontos szerepe van a páratartalom fenntartásában, valamint a peték védelmében, melyeket a nőstények a talajra szórnak. Nedves homokon vagy terráriumföldön a peték a kikelésig maradhatnak. Ha a homok világos, akkor a peték láthatók is.
Megfelelő tartási körülmények között olyan jól szaporodnak, hogy a nimfákat időnként más terráriumi állatok -például kaméleonok- takarmányozására használják fel.
Először 1949-ben került Európába, ahol hamar a terraristák és a biológusok kedvelt rovarává vált könnyű tartása és termékenysége miatt. A biokémiai kutatásokban is gyakran használt modellszervezet. A Phasmid Study Group a PSG-5 és a PSG-24 kódokon tartja nyilván.

## Képek a bengáli botsáskáról

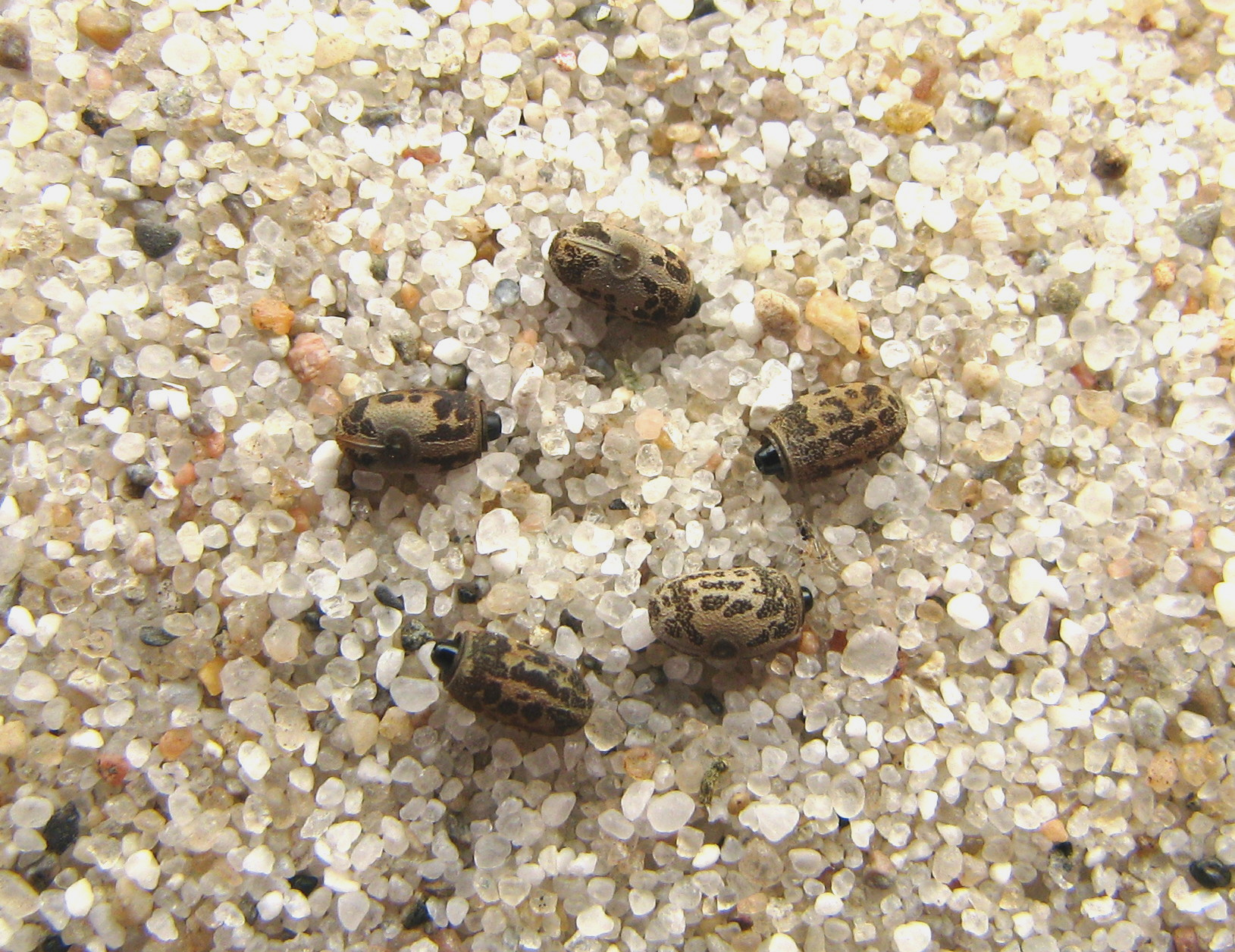
Fiatal peték
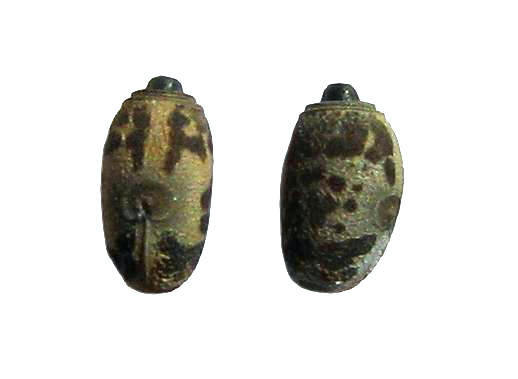
Tojások
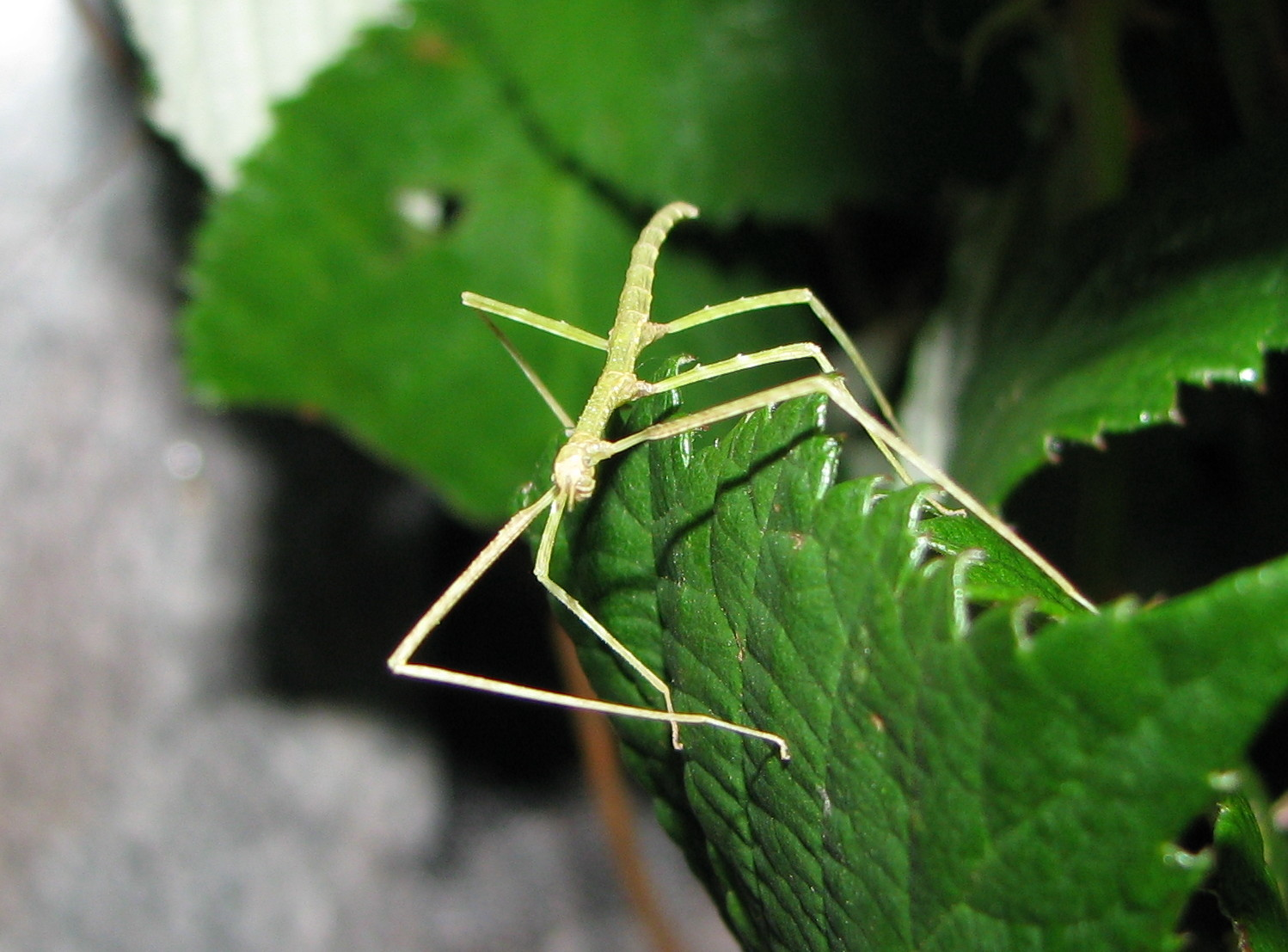
Fiatal nimfa
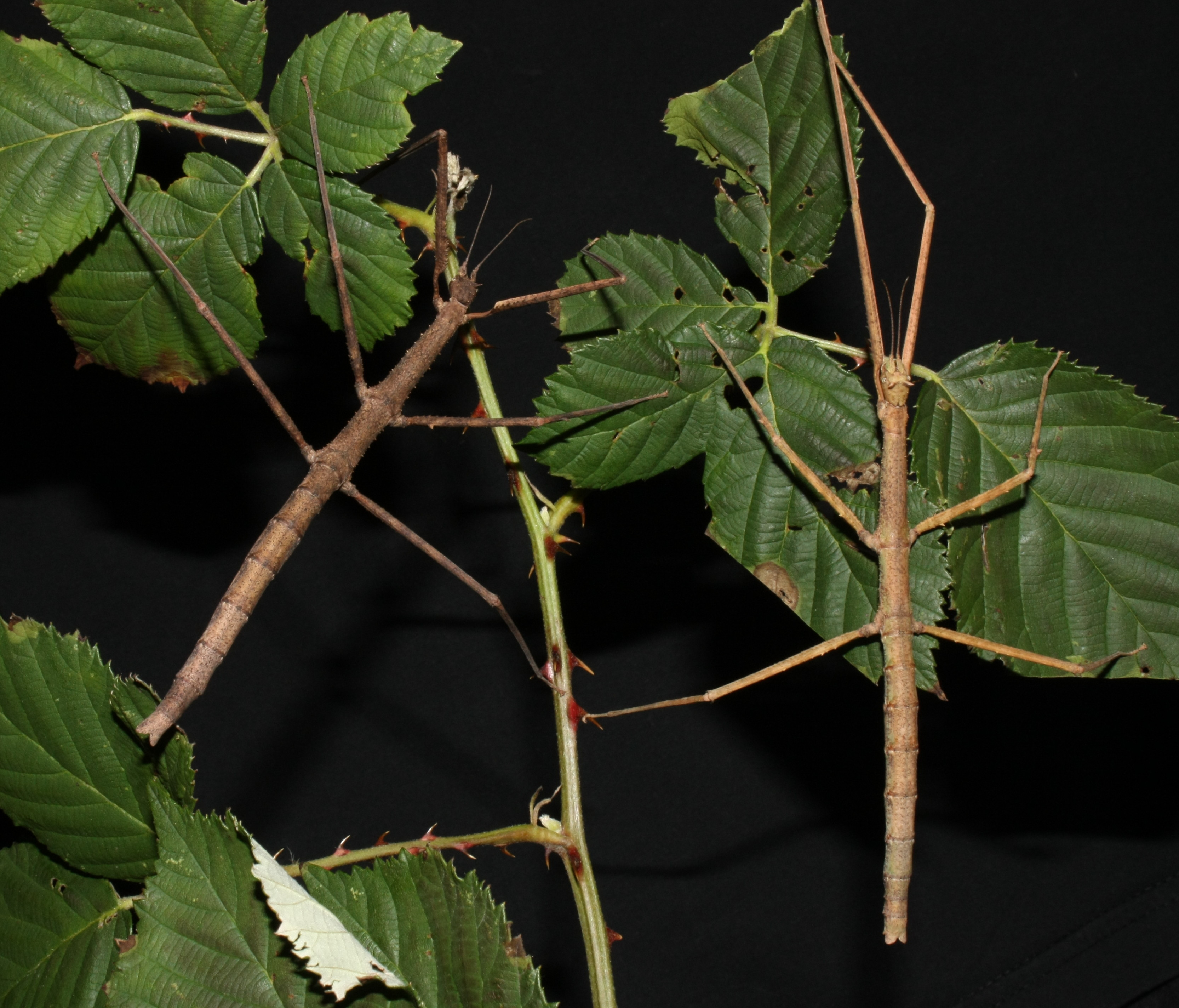
Különböző színezetű nőstények

## Fordítás
- Ez a szócikk részben vagy egészben  az   Annam-Stabschrecke című német Wikipédia-szócikk fordításán alapul.  Az eredeti cikk szerkesztőit annak laptörténete sorolja fel. Ez a jelzés csupán a megfogalmazás eredetét és a szerzői jogokat jelzi, nem szolgál a cikkben szereplő információk forrásmegjelöléseként.